# Industrie langagière
L’industrie langagière est le secteur d’activité destiné à faciliter la communication multilingue, à l’oral comme à l’écrit.

## Explication
Selon la Direction générale de la traduction de la Commission européenne, l’industrie langagière englobe les activités de traduction, d’interprétariat, de sous-titrage ainsi que le doublage, l’internationalisation de logiciels et de sites web, le développement d’outils technologiques linguistiques, l’organisation de conférences internationales, l’enseignement des langues et l'expertise linguistique. D’après l’Association Canadienne de l’industrie de la langue, ce secteur comprend la traduction (avec l’interprétariat, le sous-titrage et la localisation), la formation linguistique et les technologies langagières. L’Association européenne de l’industrie langagière limite ce secteur à la traduction, la localisation, l’internationalisation et la globalisation. Selon un autre point de vue, un peu dépassé, le secteur de l’industrie langagière se limite au processus du langage et se classe dans le secteur des technologies de l’information. Une idée émergente étend ce secteur à celui du processus d’édition dans le cas où les auteurs écrivent dans une deuxième langue—en particulier l’anglais—pour la communication internationale.

## Services
Les services dans l’industrie incluent :
- la traduction ;
- la révision de traductions ;
- l'édition pour les auteurs : l'édition à compte d’auteur ;
- l'édition pour les éditeurs, par ex. secrétaire de rédaction, relecture (y compris la RAO), édition expérimentale ;
- l'interprétation ;
- l'enseignement des langues étrangères ;
- le développement d’outils de Traduction assistée par ordinateur ;
- l'extraction terminologique ;
- la localisation linguistique ;
- l'internationalisation de logiciel ;
- la traduction automatique.

Les personnes qui facilitent la communication multilingue en offrant des services personnalisés—traduction, interprétariat, l’édition ou l’enseignement des langues—sont appelés des professionnels du langage.

## Évolution
L’activité de traduction existe au moins depuis que l’humanité a développé le commerce des millénaires auparavant ; donc, si nous y ajoutons l’interprétation, il n’est pas incongrue de dire que les origines de l’industrie langagière sont antérieurs à celle de la langue écrite.
L’industrie langagière moderne s’est développée rapidement grâce à la disponibilité d’internet. Les résultats de cette industrie comportent le fait de traduire rapidement de longs textes dans de nombreuses langues. Cela a créé de nouveaux défis en comparaison avec l’activité traditionnelle des traducteurs, comme celui de l’ assurance qualité. Il existe des normes de qualité telles que le EN 15038 en Europe, le CAN CGSB 131.10 au Canada et l’ASTM F2575-06 aux États-Unis.
Il existe des entreprises d’industrie langagière de différentes tailles ; aucune d’entre elles ne domine le marché mondial jusqu’à présent.
Une étude réalisée par la Direction générale de la traduction de la Commission européenne a estimé que l’industrie langagière dans les États membres de l’Union européenne représenterait 8,4 milliards d’euros en 2008.  La plus large portion, 5,7 milliards d’euros, a été imputée aux activités de traduction, d’interprétation, de localisation de logiciels et d’internationalisation de sites web. L’édition n’a pas été prise en compte. L’étude a montré un taux de croissance annuel de 10 % pour l’industrie langagière. Lorsque l’étude a été publiée (en 2009), l’industrie langagière était moins affectée par la crise économique que certains autres secteurs de l’industrie.
L’un des champs de recherche de l’industrie inclut la possibilité de traduction automatique pour remplacer complètement la traduction humaine.

## Controverses
De nos jours, les tarifs pour les services de traduction sont devenus un sujet incontournable, car plusieurs  sous-traitants sont constamment à la recherche de travaux bon marché. Des associations professionnelles comme l’IAPTI (association internationale de traducteurs et d’interprètes) essayent de mettre un terme à ce développement. La fluctuation monétaire est un autre facteur important.
Outre ces problèmes, le phénomène du crowdsourcing se pose pour les volumes importants de traduction ; ce phénomène a soulevé des critiques, y compris de la part de l’Association américaine des traducteurs.
Le président des États-Unis Barack Obama a enflammé la critique en 2009 après qu’un Livre blanc de la Maison Blanche ait encouragé la traduction automatique,.